# Ӌ
Ӌ, ӌ (Ч с нижним выносным элементом слева, в Юникоде называется хакасская Ч) — буква расширенной кириллицы, 31-я буква хакасского кириллического алфавита. Обозначает звук [d͡ʒ].
Введена в алфавит в ходе реформы 1947 года. До этого в 1939—1947 годах не различалась на письме с буквой Ч. В хакасском латинизированном алфавите 1929—1939 годов ей соответствовала буква Ç, а в кириллическом алфавите 1924—1929 годов — буква Ј.
На практике, во многих печатных и электронных изданиях на хакасском языке используется буква Ҷ, с хвостиком справа.